# Splashtop
Splashtop曾經是一個商業性的Linux發行版，它曾經主要安装在個人電腦主板與及其他電腦設備上。它由成立於2006年的Splashtop研發。後來Splashtop版的Linux停止研發。2010年，Splashtop轉型成远程桌面软件。

## 概念
和多數Linux發行版不同，Splashtop是被設計在唯讀的設備上並一起付運的，而不是由用戶自己裝上的。用戶可以安裝其他操作系統，但每次只能開啟一個，很適合在只需要瀏覽網頁、作即時通訊或者其他操作系統有問題不能啟動時使用。Splashtop啟動只需要5秒鐘，所以它在市場推廣時被稱為「即時啟動」(英文：instant-on)。
其實以往，已經有一些產品透過類似概念在不須啟動操作系統的情況下播放CD。
一個「即時啟動」的操作系統比傳統的操作系統提供了以下的好處：
- 它可以快速啟動。
- 在因如此，用戶關機前不須要猶豫，可以更節省電力。
- 因為系統時唯讀的，所以不會有太多的安全漏洞。
- 可以當作無碟電腦
- 雖然它很輕巧和方便，但仍足夠用作web desktop和網頁程式，有人認為它到了接近取代桌面程式。

## 功能
Splashtop提供圖形使用者介面，基於Firefox瀏覽器 2.0的網頁瀏覽器和 Skype 網絡電話。

## 內部結構
有網站指Splashtop據說是運行在主機板上的一塊512MB快閃記憶體上。有一個專屬的核心引擎在BIOS啟動時啟動，和載入專門的Linux發行版「虛擬設備環境」(VAE)。當執行VAE時，用戶可以啟動「虛擬設備」(VA)。例如 Skype就是一個VA。

## 提供了Splashtop的主板
截至2007年10月為止，Splashtop只是裝了在"華碩 P5E3 Deluxe / WiFi AP" 主板上。在這主板上，它被稱為「Express Gate」。

## 外部連結
- Official website（页面存档备份，存于）
- Official blog（页面存档备份，存于）
- Review on Phoronix.com（页面存档备份，存于）
- Video demonstration on YouTube.com（页面存档备份，存于）